# Heterophyllium humbertii
Heterophyllium humbertii är en bladmossart som beskrevs av Potier de la Varde 1940. Heterophyllium humbertii ingår i släktet Heterophyllium och familjen Sematophyllaceae. Inga underarter finns listade i Catalogue of Life.